# Mårten Svensson

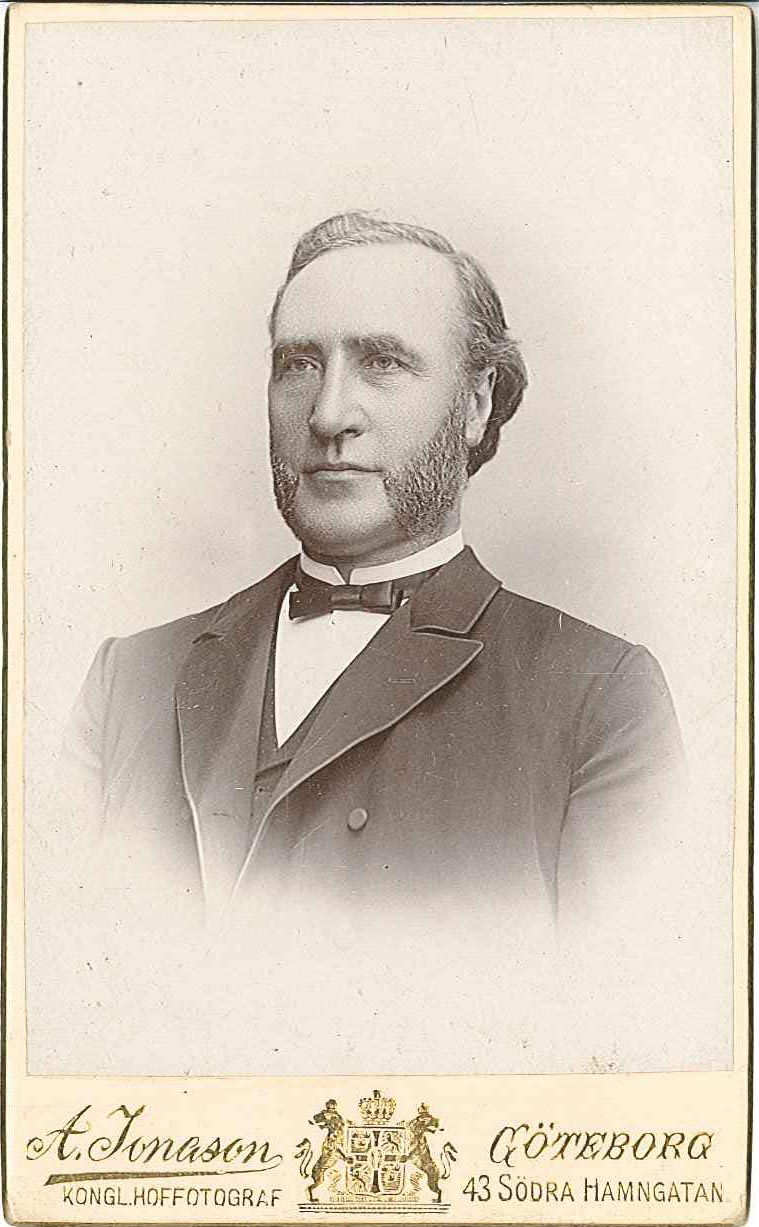
Mårten Svensson fotograferad av Aron Jonason.

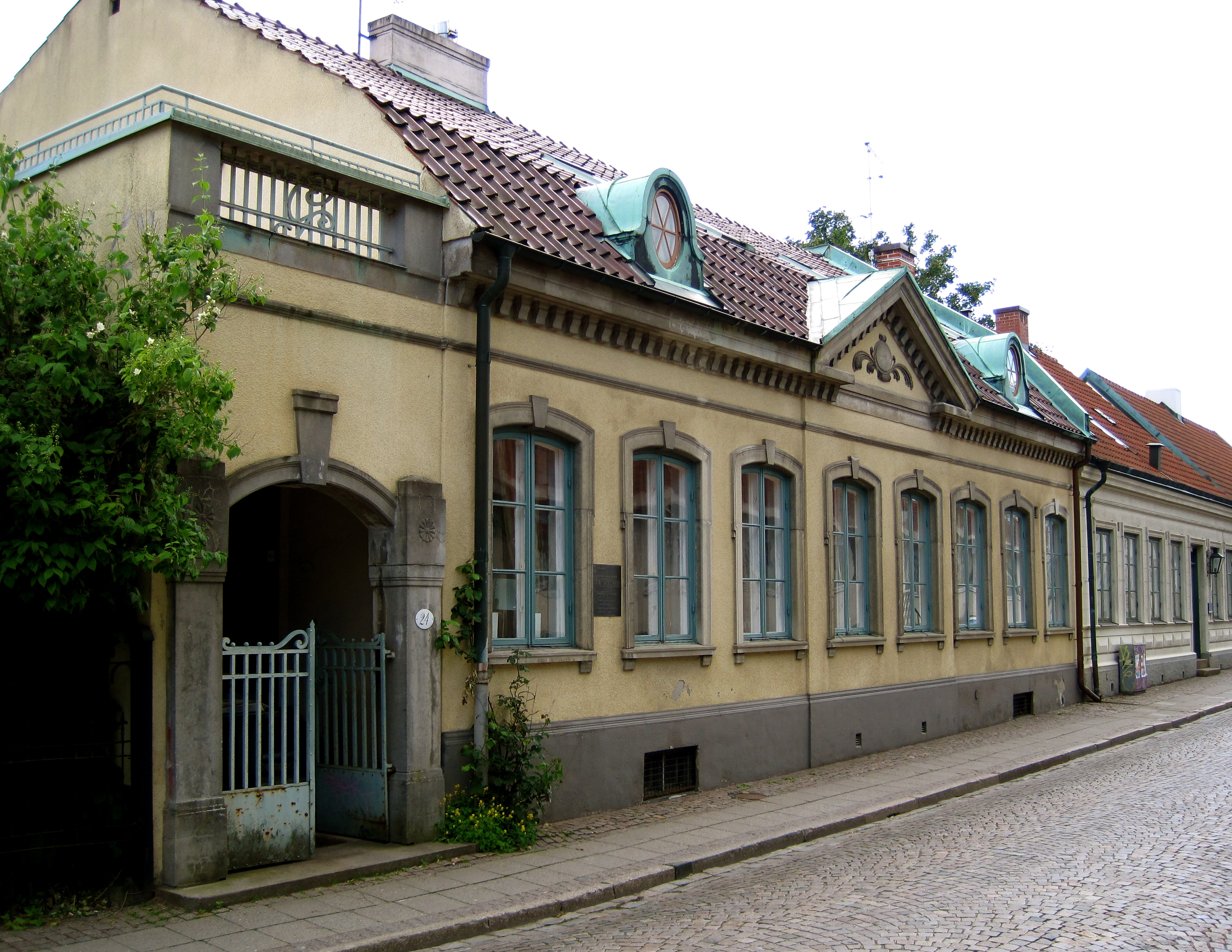
Det av Mårten Svensson uppförda huset på Tomegapsgatan.

Mårten Svensson, född den 25 december 1831 i Östra Tommarps socken, död den 27 februari 1898 i Lund, var en svensk tjänsteman och kommunalpolitiker. Han var far till Axel, Sigfrid och Herman Wallengren.

## Biografi
Mårten Svensson var son till hemmansägaren Sven Gunnarsson och dennes hustru Elna Olsson. Han växte upp i ett enkelt bondehem med totalt nio hel- och halvsyskon. Som tolvåring kom han till Lund för att börja arbeta i butik men upptäcktes några år senare av stadens magistratssekreterare och anställdes som dennes skrivare. På denna post kom Svensson att "genom sin ovanliga ordentlighet och pålitlighet fästa magistratens uppmärksamhet vid sig och erhöll snart det ena uppdraget efter det andra". Från 1852 och tio år framåt innehade Svensson ett stort antal kortare eller längre kommunala och även statliga uppdrag, bland annat som exekutionsförvaltare, uppbördsman, notarie, tullkammarföreståndare, kassör vid Södra stambanan och sekreterare i sundhetsnämnd och drätselkammare.
En större stabilitet i sin karriär uppnådde Svensson 1862 då han utnämndes till stadens kronouppbördskassör (ansvarig för upptagande av statlig skatt i staden), en post han fortsatte att inneha till sin död. Detta hindrade dock inte att han även fortsatt parallellt hade flera andra såväl tjänster som förtroendeuppdrag. Således var han bland annat stadsfiskal, ansvarig för mantalsskrivningen, ombud för Tullverket och tillsyningsman för den lokala brännvinstillverkningen. Inom det lokala näringslivet var han styrelseledamot i Lunds sparbank och revisor i Skånska Brand. Han var vidare i tre decennier stadsfullmäktiges sekreterare och hade uppdrag i byggnadsnämnd och fattigvårdsstyrelse (bland annat som den senares ordförande 1878–1889). Härutöver var Svensson, enligt en samtida tidningsuppgift "hårdt anlitad af enskilda, som sökte hans erfarna, alltid lika beredvilliga råd och dåd i angelägenheter af den mest skilda art". Samma tidning beskrev vidare Svensson som "en kännare som få af lokala förhållanden så att enbart hans lokal- och personkännedom var för beredningar, komitéer [sic!] och hvarjehanda institutioner af oumbärligt värde".
Som privatperson beskrevs Svensson av sin första hustrus systerson, journalisten Waldemar Bülow, som "en högväxt, ståtlig man, [vilken] var en plikttrogen och arbetsam tjänsteman, en mönstergill familjefar, konservativ samt i besittning av en mycket utpräglad och originell humor, vilken under hans hälsas dagar tog sig ständiga och mycket roliga uttryck. Han författade goda tillfällighetsdikter, var stor ungdomsvän och förstod förträffligt att umgås med de unge".
Mårten Svensson lät år 1876 uppföra det ännu kvarstående hus på Tomegapsgatan 24 i vilket sedermera ett stort antal kända personer kommit att bo, däribland August Strindberg (som inneboende under Svenssons sista levnadsår), Carl Martin Collin, Bengt Lidforss och Ragnar Josephson.
Vid Svenssons begravning i Lunds domkyrka närvarade ett stort antal representanter för magistrat, stadsfullmäktige och universitet (bland andra Gustaf Ljunggren). Officianter var stadskomminister Thynell och domprost Pehr Eklund. En hyllningsdikt över den döde hade skickats av författaren Henrik Wranér och slutade med orden "Hvem var som du i hvarje tum en man?".

## Familj
Mårten Svensson gifte sig första gången 1864 med Olivia Wallengren (1842–1879), dotter till kyrkoherden i Västra Ljungby och Gualöv Olof Wallengren och syster till Janne Wallengren. I äktenskapet föddes fyra döttrar och fem söner, bland andra författaren Axel Wallengren och professorn Sigfrid Wallengren.
Efter den första hustruns död i tuberkulos gifte Svensson om sig med Ida Löwegren (1856–1921). I detta äktenskap föddes två döttrar och en son.
Utöver sina biologiska barn tog sig Mårten Svensson även an en brorsdotter som fosterbarn. Mårten Svensson och hans båda hustrur är begravda på Östra kyrkogården i Lund.

## Utmärkelser
- 1886 – Riddare av Vasaorden